# Pidșumleanți, Halîci
Pidșumleanți (în ucraineană Підшумлянці) este un sat în comuna Novi Skomorohî din raionul Halîci, regiunea Ivano-Frankivsk, Ucraina.

## Demografie
Componența lingvistică a localității Pidșumleanți
     Ucraineană (100%)
Conform recensământului din 2001, toată populația localității Pidșumleanți era vorbitoare de ucraineană (100%).